# District de Qianjin
Le district de Qianjin (前进区 ; pinyin : Qiánjìn Qū) est une subdivision administrative de la province du Heilongjiang en Chine. Il est placé sous la juridiction de la ville-préfecture de Jiamusi dont il forme le centre.